# George Copeland
Pour l’article homonyme, voir Copeland.
George Copeland (né le 3 avril 1882 et mort le 16 juin 1971) est un pianiste de musique classique américain connu pour sa relation avec le compositeur français Claude Debussy au début du vingtième siècle et ses interprétations d’œuvres espagnoles modernes pour piano.